# Hefemale

Ilustrace hefemale

Hefemale (česky doslova „on-žena“) je označení pro jedince, který má ženské i mužské pohlavní znaky (plochá prsa a vulva). Jedná se rovněž o anglické slangové pejorativní označení transsexuálů, kteří prošli proměnou z ženy na muže (částečnou i úplnou). Hefemale je jednou z kategorií pornografických videí a fotografií, ve kterých vystupuje transsexuální jedinec, který má prsa dospělého muže (díky plastické operaci) a může mít i jiné mužské sekundární pohlavní znaky, avšak nepodstoupil operaci změny pohlaví.